# Astérix et ses amis
Astérix et ses amis est une compilation hommage de bande dessinée, sortie le 15 avril 2007 aux éditions Albert René pour célébrer les 80 ans d'Albert Uderzo. L'album contient soixante planches par trente-quatre auteurs.

## Avant l'album
Le concept de l'album avait déjà été tenté par les éditions Soleil, dans l'album Uderzo croqué par ses amis, en 1996. On pouvait lire, en effet dans cet album, 16 courtes histoires, écrites par 28 auteurs, mettant en scène Albert Uderzo, entouré des héros gaulois qu'il a créés,.
Précédemment les éditions Vents d'Ouest sortent, en novembre 1988, dans leur collection Grands Pastiches, un album intitulé Les invraisemblables aventures d'Isterix, dans lequel, sous forme d'un recueil de pastiches avec une certaine lourdeur et un zeste de vulgarité, écrits par des auteurs parodiant pour essayer de se faire connaître, on peut voir Astérix, Obélix et leurs compagnons, sous d'autres formes qu'à l'habitude (indiens ou motards, écologistes ou résistants, voire candidats à un fameux voyage sur la lune…), sur un principe similaire à l'histoire courte Astérix tel vous ne l'avez jamais vu qui fut publiée dans le journal Pilote en décembre 1969 puis sortira dans la deuxième édition d'Astérix et la Rentrée gauloise en 2003.

## Présentation générale
L'album est pensé à l'occasion des 80 ans d'Albert Uderzo (25 avril 2007). Voulu notamment par sa fille, Sylvie Uderzo, alors directrice des Éditions Albert-René, l'ouvrage commence à être préparé au cours de l'été 2006. Finalement, 34 auteurs répondent présents, dont certains étrangers prestigieux.
- Scénario : Collectif
- Dessins : Collectif
- Couleurs : Collectif

- Éditeur : Les Éditions Albert-René
- Concept et direction artistique : BB2C Conseil
- Maquette : Studio 56

## Contenu de l'album

### Astérix aux arts premiers
Par Loustal.
Un jeune homme lit Astérix en buvant du jus d’orange, entouré de statues de ses deux idoles.

### Préam-bulle
Par Albert Uderzo (dessin) et Sylvie Uderzo (texte).
Préambule de Sylvie Uderzo accompagné d'un dessin, par le père de cette dernière, figurant aussi sur la couverture de l'album.

### Hommage
Par Guarnido.
Guarnido prend affectueusement Uderzo par la cheville car, à cause de sa petite taille, il ne peut l’embrasser plus haut.

### Ils sont fous ces Blorks
Par Midam.
Astérix et Obélix nous saluent, « blorkisés ».

### Note de l'éditeur
Par Albert René (scénario) et Albert Uderzo (dessin).
L'éditeur explique pourquoi et comment l'album est né. Le texte est accompagné d'un extrait de l'image introduisant certains des albums d'Astérix.

### Trolle de rencontre
Par Mourier (dessins) et Arleston (scénario).
Teträm et Obélix, durant leurs chasses respectives, se rencontrent, sûrement grâce à leurs gibiers, ces derniers pensant assister à l’« entretuement » des deux colosses. Mais les deux géants, après avoir sympathisé, continuent leur chasse ensemble.

### La méga menace
Par Zep.
Titeuf vient voir Astérix et lui confie avoir très peur de quelque chose.

### XIII amicalement
De Vance (dessins), Van Hamme (scénario) et couleurs par Petra.
Obélix et Astérix, tels Abe et Sally de la série initiale XIII, découvrant justement XIII sur une plage, alors qu’ils essayaient de trouver une offrande pour leur protecteur tutélaire, le Grand Alb-Err.

### Cours d’anatomix
Par Boucq.
Astérix est pris comme modèle par les élèves du cours de dessin de Maître Léonard.

### Garnisons, 2000 ans après J.-C.
Par Baru.
Kaderix et Abdelix traînent et espèrent « se faire » de nouveaux gendarmes.

### Thorgalement vôtre
Par Rosiński (dessins) et Van Hamme (scénario).
Obélix chasse le sanglier pour nourrir son chien et son tutélaire affamés quand il rencontre Thorgal Aegirsson, qui a fait un trou dans son sanglier en se trompant d’époque.

### La Vendetta
Par Manara.
« La Vendetta » voit revenir son fiancé complètement plâtré, ce qui laisse imaginer une bagarre contre les irréductibles. Alors prise de colère, elle prend son âne et sa charrette pour rendre une petite visite aux Gaulois.

### L’autre Obélix
Par Turf
On rencontre Obélisque, le frère d’Obélix, qui explique les différences entre son frère et lui.

### Vol 50 avant J.-C.
Par Walthéry (dessins) et Emébé (scénario).
L’avion de Natacha se pose en catastrophe près du village d’Abraracourcix.

### La communication selon les Gaulois
Par Laudec (dessins) et Cauvin (scénario), couleurs par Léonardo.
Astérix et Obélix ont l’idée qu’on laisse trace de leurs aventures dans leurs tombeaux, comme le faisaient les égyptiens ; pour cela, ils se rendent chez un dessinateur cousin germain de Panoramix, Uderzix.

### Il était une fois en Amérix
Par Achdé (dessins) et Gerra (scénario).
Lucky Luke et son compagnon Albert Goldfinger, illustrateur, rendent visite aux Indiens Shavashava, tribu rencontrée par Astérix et Obélix dans l’album La Grande Traversée et chez qui la visite des héros, 2 000 ans plus tôt, a laissé des traces.

### Galatine
Par Fred Beltran.
Deux artistes captifs de Jules César, Pygmalio Uderzos et Goscinnix, reçoivent l’ordre de créer une envoûtante créature qui serait capable de briser la résistance des irréductibles gaulois. Quiconque regarderait « Galatine » en tomberait aussitôt follement amoureux.

### Malentendu
Par Carrère.
Le petit village gaulois des irréductibles accueille Albert Uderzo. Tous les gaulois font de leur mieux pour le satisfaire.

### Tous les chemins mènent à Rome
Par Brösel.
« Les têtes de lard », Dieter, Andi et Werner, rencontrent « les irréductibles »  Astérix, Obélix et Panoramix, au Grand Prix du Circus Maximus.

### Le laboratoire de Gaston
Par Jidéhem (dessins) et Emébé (scénario) d’après Franquin.
Gaston Lagaffe, quitte à une de ses expériences, fait apparaître dans son bureau Abraracourcix, Assurancetourix et Obélix, le tout à l’arrivée de De Mesmaeker dans les bureaux des Éditions Dupuis.

### Astérix chez les rêveurs
Par Dany et couleurs de Marcy Henrotin.
Obélix assomme un nouveau décurion romain qui arrive ainsi à Hallucinaville. Il est suivi de son agresseur et du compagnon de ce dernier.

### La grande marmite
Par Cuzor, couleurs par Meephe Versaevel.
Un blondinet lancé par Albert part à l’aventure…

### Le gâteau de Troie
Par Kathryn (scénario) et Stuart Immonen (dessins).
Les romains tentent, comme les grecs avec le cheval de Troie, d’entrer au village dans un énorme gâteau en bois, sans doute destiné à Uderzo.

### Ric Hochet et le mystère du temps
Par Tibet, décors et couleurs de Frank et Martine Brichau.
Ric Hochet fait un rêve.

### Melting pot
Par Vicar.
Au village, c'est l'anniversaire d'Abraracourcix, Astérix et Obélix lui cherchent, naturellement, un cadeau. Mais en route Obélix rencontre Donald et sa famille qui vont l'aider, lui, et son meilleur ami Astérix, dans leur recherche.

### Éternel Obélix
Par Jean et Philippe Graton (scénario) et le Studio Graton (Christian Papazoglakis, Robert Paquet, Nedzad Kamenica) (dessins).
Michel Vaillant, Albert Uderzo, Astérix et Obélix font une course automobile.

### La surprise d'Obélix
Par Derib.
Astérix cherche Obélix chez les héros de Albert Uderzo (Oumpah-Pah (amis du suivant), De la Pâte Feuilleté et Tanguy et Laverdure), alors que ce dernier taillait une voiture de course en pierre pour Albert Uderzo. 

### L'autre grande traversée
Par Batem.
Lors de leur grande traversée, Astérix et Obélix ont rencontré le Marsupilami.

### La vie nocturne d'Astérix
Par Forges.
On voit la vie des futurs héros de l'album futur d'Astérix dans le pot d'encre de Chine d'Albert Uderzo.

### L'inconnu
Par Lloyd.
Un inconnu qu'on décide d'appeler Numérosix est retrouvé inconscient dans le village et se révèle être le père d'Astérix.

### Office du tourisme
Par Kuijpers.
Une femme évolue dans un quartier "marin" ressemblant étrangement, par l'allure des personnages, au village d'Abraracourcix.

### Donjons et Gaulois
Par Arleston (scénario) et Tarquin (dessins).
René Goscinny et Albert Uderzo font un essai "fantastique", qui passera à la trappe, de ce que deviendra la série Astérix.

### Astérix, ambassadeur auprès du défenseur des enfants
Par Dominique Versini (texte) et Petrov Ahner (photo).
Épilogue de la Défenseure des enfants : Dominique Versini, au sujet des droits de l'enfant. Le texte est accompagné d'une photo prise par Petrov Ahner de Dominique Versini et de Albert Uderzo, à Paris en février 2007. 